# Gajle
Gajle est un village polonais de la voïvodie de Varmie-Mazurie, dans le powiat de Braniewo.

## Histoire
De 1818 à 1945, Gayl fait partie de l'arrondissement de Braunsberg dans le district de Königsberg de la province de Prusse-Orientale.